# Chevron Rocks
Die Chevron Rocks sind eine markante Felsformation in der antarktischen Ross Dependency. In der Commonwealth Range des Königin-Maud-Gebirges ragen sie am nördlichen Ende des Retrospect Spur nahe dem Kopfende des Hood-Gletschers auf.
Teilnehmer der New Zealand Alpine Club Antarctic Expedition (1959–1960) bestiegen den Retrospect Spur vom Hood-Gletscher aus. Sie benannten die Felsformation so, weil ihre Form sie an ein v-förmiges Rangabzeichen (englisch chevron) erinnerte.